# Округ Восика (Минесота)
Восика (енгл. Waseca County) је округ у америчкој савезној држави Минесота.

## Демографија
По попису из 2010. године број становника је 19.136, што је 390 (-2,0%) становника мање него 2000. године.
| Група             | 2000.          | 2010.          |
| Белци             | 18.198 (93,2%) | 17.308 (90,4%) |
| Афроамериканци    | 441 (2,3%)     | 380 (2,0%)     |
| Азијати           | 90 (0,5%)      | 128 (0,7%)     |
| Хиспаноамериканци | 566 (2,9%)     | 985 (5,1%)     |
| Укупно            | 19.526         | 19.136         |